# Aqueduc de l'Aqua Alsietina
Pour les articles homonymes, voir Aqueduc d'Auguste.

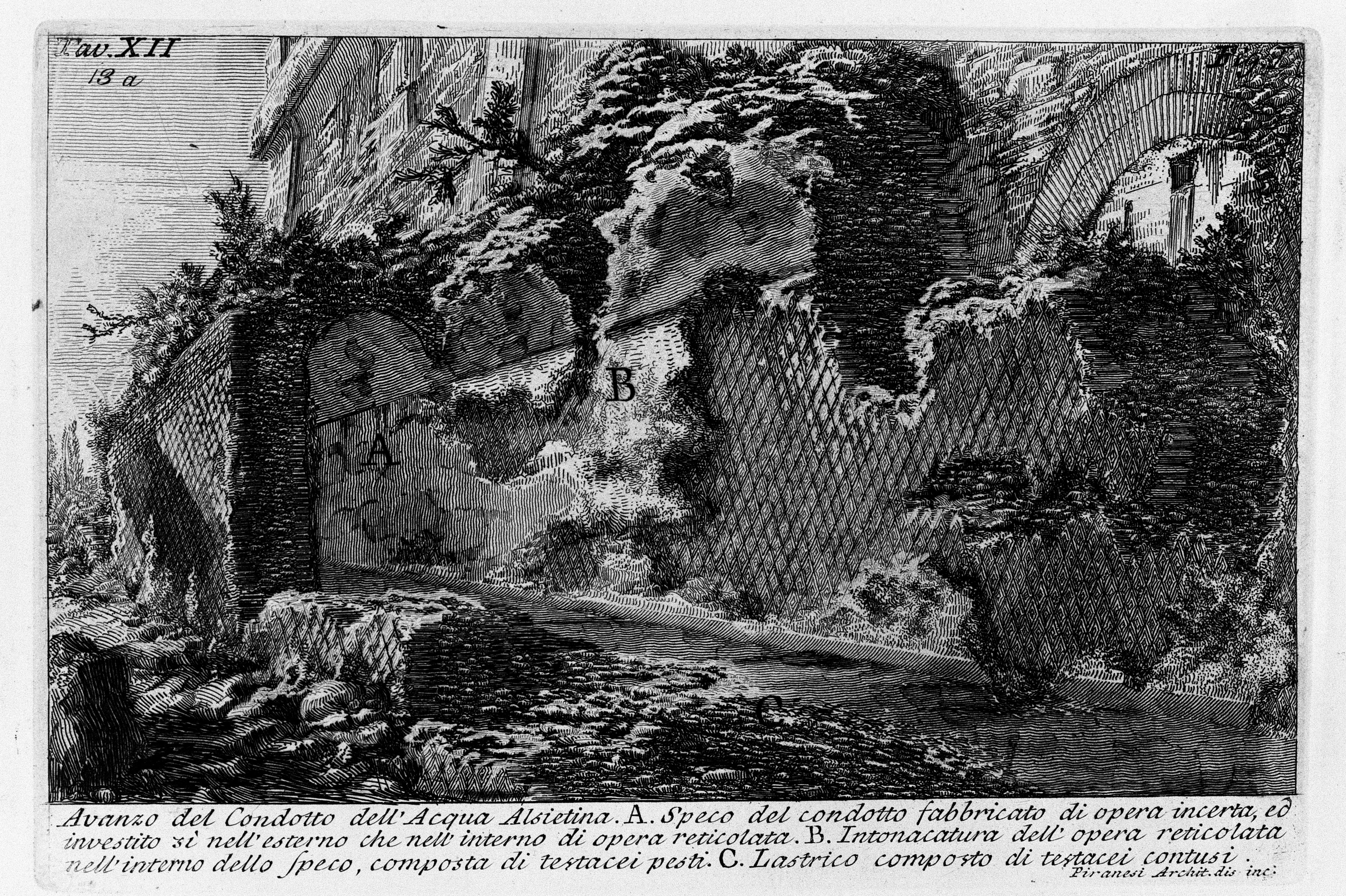
Portion souterraine de l'aqueduc sur une gravure du Piranèse, 1756.

L'aqueduc de l'Aqua Alsietina ou aqueduc d'Auguste (en latin : Aqua Alsietina ou Aqua Augusta) est le septième aqueduc de Rome, construit tout à la fin du Ier siècle av. J.-C. Il fait partie des rares aqueducs de Rome qui captent des sources situées sur la rive droite du Tibre.

## Histoire
L'aqueduc est construit par Auguste vers 2 av. J.-C., afin d'alimenter en eau la naumachie qu'il a fait construire sur la rive droite du Tibre sur un espace occupé jusqu'à présent par le nemus Caesarum, « Bois des Césars ». L'aqueduc est agrandi entre 4 et 37 apr. J.-C. avec l'adjonction du canal de Mens qui permet d'augmenter le débit et d'alimenter la naumachie en eau de façon continue,. Dans son traité sur les aqueducs de Rome, Frontin ne s'attarde pas sur l'Aqua Alsietina dont l'importance semble mineure et qui n'a peut-être pas été concerné par les travaux qu'il a supervisé en tant que curateur. La naumachie d'Auguste devait avoir été mise hors d'usage à cette époque, peut-être afin de gagner de l'espace pour la construction de nouveaux édifices dans le Transtiberim où le terrain n'a cessé de gagner en valeur. L'aqueduc retrouve plus tard une utilité avec la construction de moulins à eau le long des canaux sur le Janicule.

## Description
L'aqueduc est long de 22 172 pas (soit 32,9 km) et en grande partie souterrain. Il n’est sur arches que sur 358 pas (500 m). La section du conduit passant sous la Viale 30 Aprile mesure 0,87 mètre de large pour un peu plus de 2 mètres de haut. Le conduit à la hauteur du lac Alsietinus, c'est-à-dire à la source, examiné par l'archéologue italien Antonio Nibby, mesure environ 1 mètre de large pour 1,6 mètre de haut.
Il tire la majeure partie de son approvisionnement en eau du lac Alsietinus, un petit lac d’Étrurie situé au nord-ouest de Rome au quinzième mile de la Via Claudia, dans un cratère éteint, aujourd'hui appelé lac de Martignano, mais capte également de l'eau provenant du Lac Sabatinus (aujourd'hui lac de Bracciano).
L'Aqua Alsietina atteint Rome en passant par le Janicule, après être passé non loin de Véies et avoir longé la Voie triomphale puis la Voie Aurélienne.
Il est un des aqueducs de Rome les plus bas, avec une hauteur maximale de 5 mètres, à l'époque de Frontin, donc sans compter l'aqueduc de l'Aqua Traiana et l'aqueduc de l'Aqua Alexandrina.

## Fonction

### Usage
Il fournit le Transtiberim en eau mais la qualité de l’eau est si mauvaise qu’il n'est prévu que pour l’alimentation de la naumachie d'Auguste, à l’arrière de laquelle l’aqueduc se termine, sans aucun autre réservoir. Frontin est dubitatif quant à son utilité et pense qu'Auguste ne voulait pas détourner les eaux claires des autres aqueducs pour son projet. L’excédent d’eau est utilisé uniquement pour l’irrigation des jardins à l'extérieur de la ville (extra urbem) car l'eau est malsaine,, sauf en cas d'urgence lorsque l'approvisionnement en eau potable du Transtiberim ne peut plus être assuré comme lorsque les ponts sur le Tibre sont réparés.

« Quel est la raison qui a poussé Auguste, le plus prévoyant des princes, à introduire à Rome l’eau Alsietina, qu’on nomme aussi Augusta ? Je l’ignore, car cette eau n’offre aucun agrément : elle est peu salubre, et le peuple n’en tire aucun profit.  Peut-être a-t-il voulu éviter de conduire des eaux plus utiles dans la Naumachie, qu’il faisait construire alors, et à laquelle il destina exclusivement cette eau Alsietina. »

— Frontin, Des aqueducs de la ville de Rome, 11

### Distribution
Le volume d'eau que reçoit l'aqueduc n'est pas évalué par les règlements sous Frontin car il dépend de la quantité d'eau que les fontainiers dérivent du lac Alsietinus et ensuite du lac Sabatinus. Par contre, Frontin a mesuré qu'il fournit 392 quinaires (13 720 m3/j),. La totalité de la distribution de cette eau a lieu hors de la ville :
- 254 quinaires (8 890 m3/j ; 65 %) sont réservés à l'empereur[a 6] ;
- 138 quinaires (4 830 m3/j ; 35 %) pour les particuliers[a 6].

Toutefois, cette mesure ne correspondrait pas à la capacité maximale de l'aqueduc au moment de sa construction. Frontin précise que l'eau n'est utilisée qu'à l'extérieur de la ville ; or la naumachie se situe dans la Regio XIV, ce qui veut dire que du temps de Frontin, l'aqueduc n'alimente plus la naumachie qui n'est plus fonctionnelle. De plus, un débit de 392 quinaires (c'est-à-dire en utilisant ce qui est réservé à l'empereur mais aussi aux particuliers) n'est pas suffisant pour permettre le remplissage de la naumachie dans un délai raisonnable : il faudrait entre 15 et 27 jours pour remplir l'énorme bassin,. L'aqueduc devait alimenter la naumachie de façon continue, n'étant vidée qu'exceptionnellement pour permettre les travaux d'entretien, mais avec un débit plus important que les 254 quinaires dévolues à l'usage impérial. L'aqueduc a par la suite perdu de son débit, à cause d'un flux irrégulier d'eau en provenance du lac Alsietinus dont le niveau a diminué à partir de la fin du Ier siècle. Le canal de Mens évoqué par une inscription a peut-être été une tentative de percer un nouveau canal pour prélever l'eau du lac mais le débit ne semble pas avoir retrouvé sa valeur d'origine. Maintenir le débit requiert à l'époque de Frontin une attention constante des fontainiers.